# 恋する少女と想いのキセキ〜Poupee de souhaits〜
『恋する少女と想いのキセキ〜Poupee de souhaits〜』（こいするドールとおもいのキセキ）は2014年2月28日にSugar Potより発売されたWindows用18禁恋愛アドベンチャーゲームである。
2014年6月6日には、ダウンロード版がDMM.R18にて発売された。

## 概要
人形遣いを目指す原型師の主人公が、想いを宿す人形（ドール）と共同生活を送り、交流を深めていく物語である。
Sugar Potでは、2012年2月発売の『ツクモノツキ』に続く作品。前作に引き続き、原画に月嶋ゆうこと成瀬守を起用している。

## あらすじ
（出典：）
深作友紀は東隣学園のデザイン科に通いながら、フィギュアとカスタムドールを制作するフリーランスの原型師。ある日突然木偶人形に襲われたが、2人の少女に助けられる。しかし少女の1人・エナが差し出したフィギュアは彼が初めて原型を手がけた「トワ」で、もう1人の少女・トワはそのフィギュアにそっくりだった。友紀が幼い頃に過ごした人形遣い・阿須葉の屋敷で交流していた「ドール」のトワ、同じく「ドール」で人形遣いの知識を友紀へ託そうとするエナと共に暮らし始めた友紀は、2人のマスターとして、また阿須葉の後継者として人形遣いを目指す。

## 登場人物
（出典：）

### 主人公
深作 友紀（ふかさく ともき）
本作品の主人公。東隣学園デザイン科。父親が海外へ転勤し、母親も付いていったため、自分だけ残って一人暮らししている。小さい頃からドールやフィギュアが好きで、イベントに出品していたフィギュア作品がディアボックス社長の目に留まり、現在は学業の傍らフリーランスの原型師「TOMOKey」として活躍している。オタクなクラスメイトたちから「神」と崇められているが、本人はいたって生真面目に仕事をこなしている。学園のドール研究会にも所属しているが、そちらへはほとんど顔を出していない。
幼い頃に人形遣い・阿須葉の屋敷で、阿須葉やドールのトワと過ごしていたが、再会の約束をして別れた。突然再会したトワとエナに、阿須葉が既に亡くなったことを伝えられ、彼女の代わりに2人のマスター（人形遣い）となることを決意。廃墟となっていた阿須葉の屋敷へ引っ越し、2人と同居生活をしながらドールのことをエナから教わっている。

### ヒロイン
トワ
声 - かわしまりの
T155 B88/W56/H85 10/8生まれ
学園デザイン科。友紀が幼い頃に阿須葉の屋敷で共に過ごしたドール。阿須葉に作られた。明るく世話好きで力持ち。左右で色の違う瞳を持つ。昔から友紀のことが大好きで、再会後は「マスター」と呼んで崇拝し、抱きついて甘えてくる。独占欲が強く、友紀と離れたくないあまりに学園へ転入して同級生となる。屋敷では友紀の食事作りや掃除などの家事を担当している。友紀に近づく天音とは犬猿の仲。
エナ
声 - 青葉りんご
T145 B72/W52/H74 11/1生まれ
学園デザイン科。阿須葉が作ったドール。トワと共に友紀を訪ねてきた。大人しくクールでミステリアス。トワと同じく友紀を慕っており、クールな表情のまますり寄ってくる。ドールに関する知識が豊富で、トワのメンテナンスもしており、友紀に人形遣いとしての技術や知識を教える。トワと共に学園へ転入し、「トワの双子の姉」ということにしている。
駒久利 天音（こまくり あまね）
声 - 萌花ちょこ
T150 B81/W55/H80 8/25生まれ A型
学園デザイン科。人形操り・人形使いとして最古の歴史を持つ駒久利家の当主。外見は子どもっぽく、性格はわがままマイペース。著名な人形遣いだった阿須葉の技術を探るべく、トワとエナを追ってやってきた。学園へ転入して友紀とクラスメイトとなり、阿須葉の技術を手に入れようと友紀に何かと近づいてくる。
姫川 美朋（ひめかわ みとも）
声 - 小倉結衣
T160 B93/W59/H91 3/10生まれ O型
学園普通科。生徒会長を務め、ドール研究会の会長でもある。街の有力者の家のお嬢様で、明るく世話焼き。友紀のドールに関する能力を高く評価していて、ドール研究会の活動に参加してもらおうとあれこれ関わってくる。

### サブキャラクター
珠璃（しゅり）
声 - 咲ゆたか
T150 B90/W58/H88 2/22生まれ
駒久利家に伝わる最古＆最強の人形で、猫耳と尻尾を付けており、猫の姿にも変身できる。お茶目でイタズラ好き。幼い頃から天音を世話してきたため、「マスターとドール」と言うよりは対等にやり合う関係。
吉野 紗良（よしの さら）
声 - 早瀬ゃょぃ
T155 B86/W58/H84 6/4生まれ AB型
株式会社ディアボックスの社員で、原型師としての友紀を担当している。礼儀正しいがマイペースで、時におかしな言動をする。
阿須葉（あすは）
声 - 榛名れん
トワやエナを作った孤高の人形遣い。独自に開発した高度な人形遣いの技術を持っていた。話しぶりは穏やかで、幼い友紀にドールのことをいろいろ教えた。物語の時点では故人。

## 世界観・用語
（出典：）
人形（ドール）
人形だが人間と同様に動き、会話ができる。「人の遺された想いを宿す器」とされ、阿須葉によれば「全てを失ったむき出しの想い」。トワやエナは他の人が触っても無機質な感触だが、マスターである友紀には（心の繋がりがあるため）触れても人間と同じく生きているように感じられる。食事はしないが「秘薬」を時々摂取し、体のメンテナンスが必要。
人形使い
人形を操る能力を持つ人間。かつて人形を使って魂鎮めなどを行っていた陰陽師などの流れを汲む。人形使いの家系は駒久利家を始めいくつかあるが徐々に力を失いつつあり、「人形遣いは『思い遣る』もの」と一代で独自の秘術を築き上げた阿須葉（とその遺産であるトワやエナ）に大きな興味を持っている。

## スタッフ
（出典：）
- 企画：Sugar Pot、月嶋ゆうこ、近江谷宥
- 原画：月嶋ゆうこ、成瀬守
- シナリオ：近江谷宥
- 音楽：新井健史
- ディレクター：紅葉みさき
- エグゼクティブプロデューサー：チュウ

## 主題歌
（出典：）
オープニングテーマ「永遠なる絆と想いのキセキ」
歌：nao / 作詞：山下慎一狼 / 作曲・編曲：maya
エンディングテーマ「茜色の奇跡」
歌：miru / 作詞・作曲・編曲：Shinji
- 予約キャンペーン特典のオリジナルサウンドトラックCDに、主題歌2曲（フルバージョン）とBGM、全16曲を収録。

## 批評
『BugBug』2014年4月号に本作のレビューが掲載された。ドールと人間の少女が繰り広げる日常が描かれるゲーム中盤では、各ヒロインの個性と魅力がたっぷりと味わえると述べられた。特にドールのトワが嫉妬する姿がコミカルで可愛いとコメントされた。トワの嫉妬は他のヒロインルートでも描かれ、天音が嫉妬対象の場合のやりとりが特に秀逸で、「とても高度な夫婦漫才を見ているよう」だと述べられた。
同レビュー記事では、ゲーム後半から始まる各ヒロインルートはどの展開もシリアスで見応えが十分と述べられた。その中でも最大の見所はドールと人間の間に生まれた恋心を描く話であると指摘された。人間とは異なりドールは記憶の洗浄を繰り返さなければならない点に対し、プレイしていて一抹の切なさを感じたし、最後に幸せを掴んだ際にはプレイしていて幸せな気持ちになれたとの感想が寄せられた。レビュアーは最も心を動かされたのはエナルートであると述べ、他の登場人物よりも大きなものを背負っているエナが友紀とトワの未来を案じ続ける姿に対し、他のヒロインにはない成熟した女性の姿が描かれていると述べた。エナルートの結末に対しては、誰もが笑えるハッピーエンドではないが、それでも強く心に残る感動的な結末だと述べられた。
同記事のレビュアーは総評として以下を述べた。ドールの少女との恋愛は人間相手の恋愛を描くよりもハッピーエンドに導くのが難しい。だからこそドールの少女達なりの最高の幸せを手にした瞬間は感動的で、心温まるエンディングになっていた。